# Estcourt
Estcourt este un oraș din provincia Kwazulu-Natal, Africa de Sud.